# Paralephana catalai
Paralephana catalai là một loài bướm đêm trong họ Noctuidae.